# Triptyk

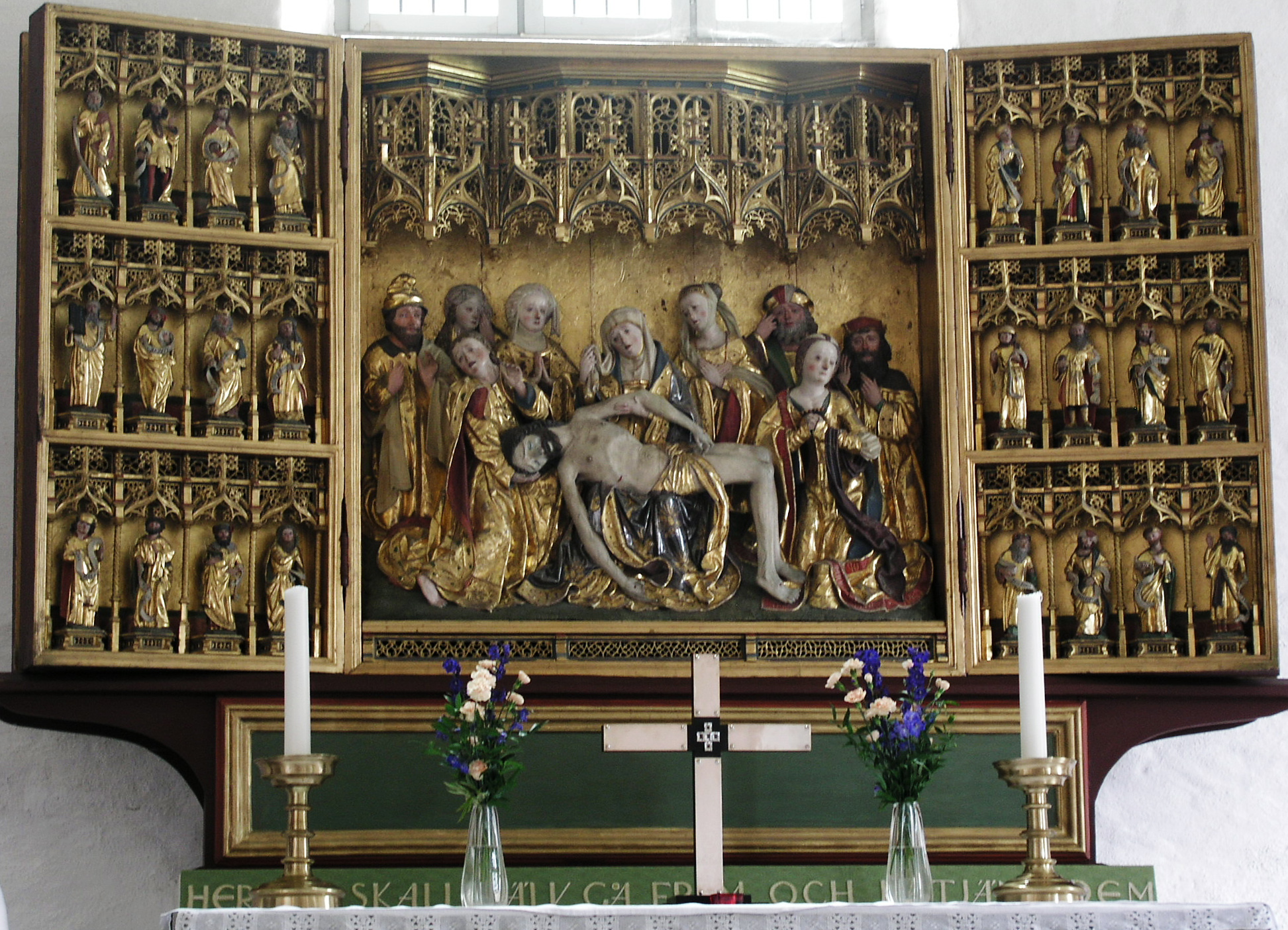
Altartavla (triptyk) i Sankt Laurentii kyrka, Söderköping

En triptyk (av grek. triptychos "trefaldig") är ett konstverk indelat i tre delar. Numera används ordet för tredelade bildkonstverk i allmänhet.
Ursprungligen syftade termen på en altartavla med en mittdel (corpus) och två flyglar som kan stängas som ett skåp. Dessa förekommer i kyrkor sedan 1300-talet och stängdes och öppnades under vissa högtider för att markera kyrkoårets olika delar, till exempel under fastan. Mittpanelen innehåller ofta en framställning av Korsfästelsen, Madonnan med barnet eller något liknande motiv; de yttre panelerna kan exempelvis ha framställningar av helgongestalter eller stiftarporträtt. En speciell form av altarskåp är en så kallad skåpmadonna.
Moderna och samtida konstnärer använder också triptyken som presentationsform.
Det finns också musikverk som likt altartavlan är tredelad i sin form. Se "Triptyk för orgel" av Fredrik Sixten, "Triptyk för orkester" av Hans Gál och Jan Carlstedt.